# Maurizio Di Gati
Maurizio Di Gati (Racalmuto, 7 ottobre 1966) è un collaboratore di giustizia italiano.
Era considerato il capo di Cosa nostra ad Agrigento e provincia prima del suo arresto nel novembre 2006.

## Biografia
Di Gati è nato a Racalmuto, la città natale del celebre scrittore siciliano Leonardo Sciascia, in provincia di Agrigento ed è diventato un barbiere. Tuttavia, quando nel luglio 1991 suo fratello Diego Di Gati viene ucciso  dalla Stidda nella strage di Racalmuto, fatto che lo avvicinare a Cosa Nostra per vendicare il fratello.
Il 14 luglio 2002 durante una riunione tra famiglie ad Agrigento si doveva decidere il capoprovincia a Santa Margherita di Belice. 
Di Gati era sponsorizzato da Nino Giuffrè, mentre Bernardo Provenzano preferiva Giuseppe Falsone di Campobello di Licata.
Tuttavia, la polizia interruppe l'incontro con un blitz. Di Gati riuscì a fuggire prima di quest'ultimo.
In seguito egli si fa da parte come capoprovincia a favore di Falsone a causa dell'opposizione di Provenzano contro Di Gati. Falsone cercherà di ostacolarlo in tutti i modi fino a mandargli un chiaro segnale. Infatti un anno dopo, precisamente il 13 agosto 2003 fa uccidere l'imprenditore mafioso Carmelo Milioti a Favara, provincia competente a Di Gati, col chiaro intento che il prossimo sarà proprio lui. Questo segnerà l'ascesa di Falsone nella mafia agrigentina. Di Gati è stato arrestato il 25 novembre 2006, presso Villaggio Mosè, frazione di Agrigento e precisamente in contrada Pioppitello a cento metri da contrada Lucia dove nel 1999 fu ucciso per errore il piccolo Stefano Pompeo. Di Gati era latitante dal 1999, quando fu condannato a 6 anni in contumacia per associazione mafiosa. Dal dicembre 2006 diventò un collaboratore di giustizia.